# Drabos
Drabos  (en griego antiguo: Δράβος, en latín: Drabus)  fue una antigua ciudad en el Quersoneso tracio, en la actual Turquía. Estaba ubicada aproximadamente a tres kilómetros al norte de la actual Beşyol en la provincia de Çanakkale.
Estaba situada al noreste de Alopeconeso y al suroeste de Cardia. A veces se ha considerado que es la misma ciudad que Araplo.